# Synagoge (Uncastillo)

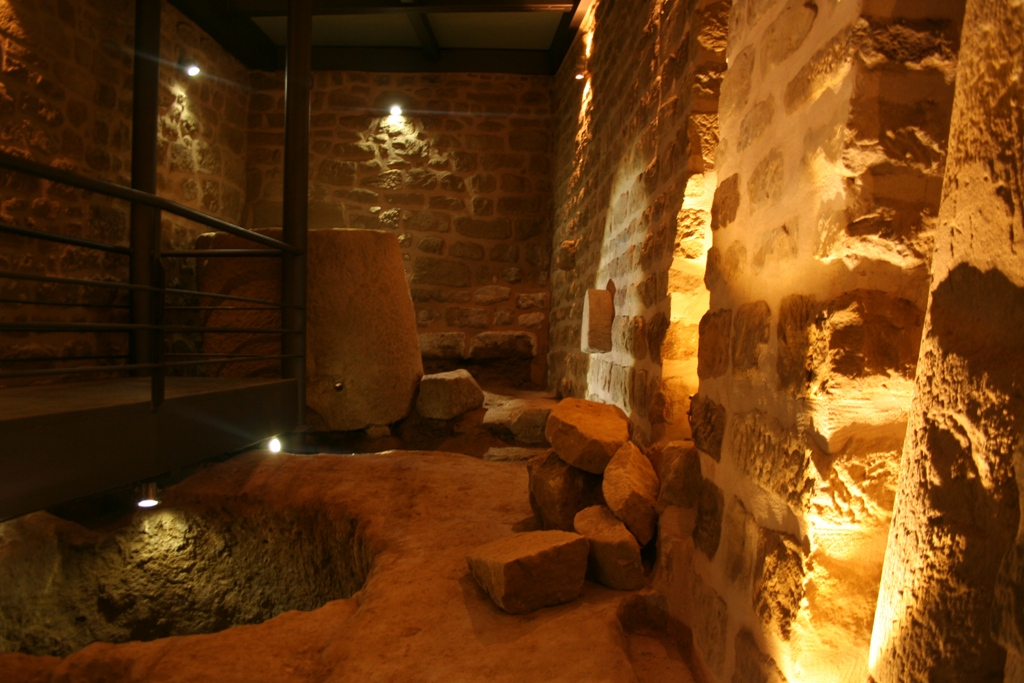
Synagoge in Uncastillo

Die Synagoge in Uncastillo (im Spanischen als Sinagoga mayor oder Synagoga de la Judería bezeichnet), einer Gemeinde in der Provinz Saragossa der spanischen Autonomen Region Aragonien, wurde in der zweiten Hälfte des 13. Jahrhunderts errichtet.
Die Synagoge, gelegen im jüdischen Stadtviertel (span. judería), diente der jüdischen Gemeinde in Uncastillo bis zur Vertreibung der spanischen Juden ab dem Jahr 1492 als Gotteshaus. Danach hatte im Synagogengebäude der Rat der Stadt seinen Sitz. Nach dem Bau des neuen Rathauses im 16. Jahrhundert wurde das Gebäude an Privatleute verkauft, die Wohnungen darin einrichteten.
Bei archäologischen Ausgrabungen ab dem Jahr 2004 wurden Reste einer Mikwe im Keller des Synagogengebäudes entdeckt.